# Kenneth Bartholomew
Kenneth Eldred „Ken“ Bartholomew (10. února 1920 Leonard, Severní Dakota – 9. října 2012) byl americký rychlobruslař.
S rychlobruslením začal v roce 1929. Startoval na Zimních olympijských hrách 1948, kde v závodě na 500 m získal stříbrnou medaili. Mezi lety 1945–1960 vyhrál celkem 14 amerických šampionátů.